# 대한민국 민법 제720조
대한민국 민법 제720조는 부득이한 사유로 인한 해산청구에 대한 대한민국 민법 채권법 조합에 대한 조문이다. 2022년 12월 13일에 법률 제19069호로 시행되었다.

## 조문
제720조(부득이한 사유로 인한 해산청구) 부득이한 사유가 있는 때에는 각 조합원은 조합의 해산을 청구할 수 있다.

第720條(不得已한 事由로 因한 解散請求) 不得已한 事由가 있는 때에는 各 組合員은 組合의 解散을 請求할 수 있다.

## 같이 보기
- 조합

## 참고 문헌
- 오현수, 일본민법, 진원사, 2014. ISBN 9788963463452
- 오세경, 대법전, 법전출판사, 2014 ISBN 9788926210277
- 이준현, LOGOS 민법 조문판례집, 미래가치, 2015. ISBN 9791155020869